# سفارة البحرين لدى الإمارات العربية المتحدة
سفارة البحرين لدى الإمارات العربية المتحدة هي البعثة الدبلوماسية لمملكة البحرين لدى الإمارات العربية المتحدة، وتقع بالعاصمة أبوظبي.